# Snapfish
 (août 2016).
Si vous disposez d'ouvrages ou d'articles de référence ou si vous connaissez des sites web de qualité traitant du thème abordé ici, merci de compléter l'article en donnant les références utiles à sa vérifiabilité et en les liant à la section « Notes et références ».
Snapfish est un site du développement photo en ligne, appartenant à District Photo, avec plus de 250 millions d'utilisateurs dans le monde entier et plus 5 milliards de photos stockées en ligne, soit 12 pétaoctets de données.[réf. nécessaire]

## Histoire
Snapfish a été lancé en 1999 par les partenaires commerciaux Rajil Kapoor, Bala Parthasarathy, Suneet Wadhwa et Shripati Acharya. Ben Nelson l'a rejoint peu après en tant que responsable des opérations de développement de l'entreprise, pour devenir directeur financier puis président. Jasbir Patel a été nommé président et PDG de Snapfish en janvier 2017.
En 2005, Snapfish a été racheté par Hewlett-Packard pour 300 millions de dollars, bien que le chiffre d'affaires de Snapfish soit inférieur à 100 millions de dollars à l'époque.

## Caractéristiques du service
Snapfish propose un service gratuit de stockage de photos numériques avec une adhésion illimitée. Les titulaires d'un compte Snapfish peuvent télécharger des photos et des images dans des albums Web en ligne et les partager avec des groupes de photos, et créer des "cadeaux photo" et des "produits photo" à partir de photos. Toutefois, il est nécessaire d'utiliser des services payants, notamment l'impression, au moins une fois par an afin de maintenir le stockage des comptes et des photos.
Les utilisateurs de Snapfish peuvent créer librement des tirages avec des photos et des textes, des albums photo (livres photo), des tasses et d'autres produits originaux en utilisant les modèles de conception fournis par Snapfish. Snapfish gagne de l'argent en commandant ces produits originaux (pour l'impression de photos numériques et les produits photo). 